# میکله گامینو
میکله گامینو (ایتالیایی: Michele Gammino؛ زادهٔ ۱۶ ژوئن ۱۹۴۱) بازیگر، صداپیشه، مدیر دوبلاژ و مجری تلویزیون اهل ایتالیا است.
از فیلم‌های او می‌توان به اگر انجامش بدی، توی دردسر می‌افتی، پیرینو در مقابل همه، گناه و شرم، معلم علوم تجربی، جووانی، خوش‌تیپ و احتمالاً ثروتمند، پاپ ژان پل دوم، تابستانی کنار دریا، دخترک سرباز در مانورهای بزرگ نظامی، دخترک سرباز در دیدار نظامی، همسر باکره، سنبله، ثور، جدی، راننده تاکسی، اقدام بی‌سروصدا، کلاس مختلط و اعترافات یک پلیس زن اشاره کرد.